# Diego Valverde Villena
Diego Valverde Villena (Lima, 6 aprile 1967) è un poeta e saggista spagnolo con origini peruviani e boliviani.

## Biografia
Diego Valverde Villena è nato a Lima, in Perù, il 6 aprile 1967. Si è laureato in Filologia romanza (Spagnolo), Anglistica e Germanistica all'Università di Valladolid. Tra 2002 e 2004, Valverde lavorò nello staff del Segretario di Stato nella Segretaria dello Stato per la Cultura di Spagna. Tra 2006 e 2009, è stato il direttore della fiera del libro di Valladolid, Spagna.
Ha tradotto opere di Arthur Conan Doyle, Rudyard Kipling, Ezra Pound, John Donne, George Herbert, Emily Dickinson, Valery Larbaud, Paul Éluard, Paul Celan, E.T.A. Hoffmann, Hilde Domin, Nuno Júdice, Jorge Sousa Braga, Ennio Flaiano e Giorgio Manganelli.

## Pubblicazioni

### Poesia
- El difícil ejercicio del olvido, La Paz, Bolivia, 1997
- Chicago, West Barry, 628, Sueltos de la Selva Profunda, Logroño, 2000
- No olvides mi rostro, Huerga y Fierro, Madrid, 2001
- Infierno del enamorado, Valladolid, 2002
- El espejo que lleva mi nombre escrito, Darat al-Karaz, Il Cairo, 2006
- Shir Hashirim, Ediciones del Caracol Descalzo, Madrid, 2006
- Un segundo de vacilación, Plural, La Paz, Bolivia, 2011
- Panteras, Huerga y Fierro, Madrid, 2015.

In italiano:
- Nella rivista Formafluens, 4/2009, pp. 18-19. Traduttore: Valerio Nardoni.

- Nella rivista L'Immaginazione, numero 298, marzo-aprile 2017. Traduttore: Vincenzo Guarracino.

- Almanacco dei poeti e della poesia contemporanea, 7, 2019, Raffaelli Editore. Traduttore: Emilio Coco

### Saggi
- Dominios inventados, Plural, La Paz, Bolivia, 2013 (2ª edizione 2017).
- Varado entre murallas y gaviotas. Seis entradas en la bitácora de Maqroll el Gaviero, Gente Común, La Paz, Bolivia, 2011.
- "Para Catalina Micaela: Álvaro Mutis, más allá del tiempo", UMSA, La Paz, Bolivia, 1997

- "El espejo de la calle Gaona: los pasadizos entre ficción y realidad en Jorge Luis Borges", Clarín, 30, 2000, pp. 5-10
- "Mujeres de mirada fija y lento paso: el eterno femenino en la poesía de Álvaro Mutis", Excelsior, Mexico, 7 giugno, 2002
- "Los caminos de T.S. Eliot", Renacimiento, 59-60, Siviglia, 2008, pp. 106-108